# Planète 51
Pour plus de détails, voir Fiche technique et Distribution.
Planète 51 (Planet 51) est un film d'animation américano-anglo-espagnol réalisé par Jorge Blanco, sorti en 2009.

## Synopsis
Sur une mystérieuse planète, les extraterrestres verts vivent paisiblement dans une société qui rappelle les États-Unis des années 1950, bien que la planète et sa nature fournissent des différences notables par rapport à la Terre et, notamment, l'ignorance de l'astronomie conduit à croire que l'Univers entier s'étend sur près de 500 miles.
Un jour, un mystérieux vaisseau spatial atterrit dans la ville de Glipforg. Un astronaute de la NASA, le capitaine Charles T. Chuck Baker, en sort et est choqué de trouver la planète habitée. Paniqué, Chuck s'échappe au planétarium de la ville, où il rencontre l'adolescent extraterrestre Lem, qui y travaille à temps partiel. Chuck convainc Lem de l'aider à le ramener sur son vaisseau spatial avant que le pilote automatique ne décolle pour retourner Vers l'Odyssey, le vaisseau principal qui est sur l'orbite de la planète et qui va retourner sur Terre dans trois jours. L'armée de la planète, dirigée par le général paranoïaque Grawl, arrive pour l'inspecter et en déduire que l'astronaute est un envahisseur extraterrestre déterminé à transformer la population de la planète en zombies, comme la façon dont les envahisseurs sont représentés dans les médias, et la chasse à l’extraterrestre s'ensuit.
Lem fait appel à l'aide de son meilleur ami Skiff, un amateur excentrique de science-fiction avec des théories de conspiration sur la prétendue "Base 9", et de Eckle, le jeune frère de Neera (la voisine et amoureuse de Lem), qui est lui-même fan de science-fiction. Ils cachent Chuck loin de l'armée. Au cours de ses efforts pour dissimuler Chuck, Lem bouleverse par inadvertance Neera, qui croit que l'extraterrestre est amical, et est également licencié de son travail lorsque son patron découvre Chuck. Dans la chambre de Lem, Chuck se réunit avec une sonde NASA ressemblant à un chien appelée Rover[pas clair], qui s'est libérée de la base de l'armée après avoir suivi Chuck avec un GPS et s'est dirigée vers la ville et qui se lie d'amitié avec un petit Xénomorphe domestiqué. Après que l'armée a fouillé la maison de Lem à la recherche de traces de l'extraterrestre, Lem et Skiff emmènent Chuck dans un magasin de bandes dessinées où Skiff travaille, où la station de presse débarque et filme Chuck en train de reprendre les références de la culture pop de la Terre, qui sont mal interprétées comme des menaces extraterrestres. Après avoir échappé au magasin de l'armée d'invasion, Grawl a déplacé le vaisseau spatial de Chuck dans un endroit secret pour être démantelé et étudié. Chuck est plus tard capturé par les forces de Grawl durant les festivités de l’avant-première d’un film, et ils prévoient de lui découper sa tête pour étudier son cerveau par le scientifique extraterrestre le professeur Kipple. Lorsque Lem défend Chuck, Kipple le considère comme un serviteur zombie. Résigné à son sort, Chuck fait semblant de libérer Lem de son "contrôle mental" et est emmené avec Rover à la base 9.
Lem récupère son emploi, mais est déterminé à sauver Chuck et monte dans sa voiture volante. Rejoint par Skiff, Eckle et Rover, Lem trouve l'emplacement de la base 9 dans le désert jusqu'à une station-service où Skiff ouvre par inadvertance une porte de la base souterraine. Ils libèrent Chuck de Kipple et trouvent son vaisseau spatial, mais ils sont encerclés par les forces de Grawl. Déterminé à éliminer l'humain, Grawl révèle qu'il a l’intention de faire exploser la base. Lem tente de raisonner le général pour ne pas tirer sur Chuck, mais active par inadvertance le compte à rebours. Enragé, Grawl tente de tirer sur Lem, mais Eckle lui lance un crochet et enflamme un explosif, le faisant piéger sous les débris. Chuck le sauve avant de lancer son vaisseau spatial sur l'orbite de la planète, échappant à la destruction de la base 9. Après avoir admiré la vue de sa planète depuis l'espace, Lem réussit à demander à Neera un rendez-vous, tandis que Grawl exprime sa gratitude à Chuck pour l'avoir sauvé. Chuck ramène Lem, Skiff, Neera, Eckle, Rover, et Grawl se rachète envers Chuck en révélant à la population qu’il est inoffensif, Chuck autorise Rover à rester avec Skiff, qui s'est lié à la sonde, et fait ses adieux à Lem et au reste de la ville avant de recoller dans l'espace.

### Scène inter-générique
Kipple survit à la destruction de la base 9, mais est ramené à son propre laboratoire pour une chirurgie cérébrale par deux de ses propres patients, qu'il croyait être sous l'emprise de Chuck plus tôt. Pendant ce temps, le vaisseau se dirige vers la Terre, mais Chuck réalise alors que l'animal de compagnie Xenomorph est à bord avec lui. Tandis que l'alien le lèche, Chuck commente que "ce sera un long voyage".

## Fiche technique
- Titre : Planète 51
- Titre original : Planet 51
- Réalisation : Jorge Blanco
- Scénario : Joe Stillman
- Musique : James Seymour Brett et Liz Schrek
- Montage : Alex Rodríguez
- Production : Ignacio Perez Dolset
- Société de production : TriStar Pictures, Ilion Animation Studios, HandMade Films et Antena 3 Films
- Distribution : 
  -  États-Unis : TriStar Pictures
  -  France : TFM Distribution[1]
  -  Belgique : Belga Films
- Budget : 45 000 000 €
- Recette: 105 647 102$
- Pays d'origine :  Espagne,  États-Unis,  Royaume-Uni
- Langue : anglais
- Format : couleurs - 1,85:1 - Dolby Digital - 35mm
- Genre : Animation, comédie et science-fiction
- Dates de sortie :
  - États-Unis : 20 novembre 2009
  - France : 3 février 2010
  - Belgique : 28 avril 2010[1]
- Dates de sortie DVD :
  - États-Unis : 9 mars 2010
  - France : 16 juin 2010
  - Belgique : 22 juillet 2010

## Distribution

### Voix originales
- Dwayne Johnson : Capitaine Charles T. Bakerman
- Justin Long : Lem
- Jessica Biel : Neera
- Gary Oldman : Général Grawl
- Seann William Scott : Skiff
- John Cleese : le professeur Apple
- Freddie Benedict : Eaglle
- Alan Marriott : Glar
- Mathew Horne : Soldat Vesklin
- James Corden : Soldat Vernkot

### Voix françaises
- Vincent Cassel : Capitaine Chuck Baker
- Dimitri Rataud : Lem
- Martial Courcier : Général Grawl
- Olivier Brun : Skiff
- Sara Martins : Neera
- Fabrice Luchini : le professeur Kipple
- Les Frères Bogdanoff : Soldats Vernkot et Nesklin
- Pierre Laurent : Le présentateur
- Yann Loubatiere : Eckle

Voix additionnelle : Sylvie Jacob
Sources : AlloDoublage et sur le site d'AlterEgo (la société de doublage)

### Voix québécoises
- Marc Dupré : Capitaine Charles 'Chuck' Baker
- Patrice Bélanger : Lem
- Karine Vanasse : Neera
- Xavier Dolan : Skiff
- Normand D'Amour : Général Grawl
- Edgar Fruitier : le professeur Kipple
- Jean-Carl Boucher : Eckle
- Martin Watier : Glar
- Philippe Martin : Soldat Vesklin
- Patrick Chouinard : Soldat Vernkot

## Récompense
- Goya 2010 du meilleur film d'animation